# ينز كنيبشيلد
ينز كنيبشيلد (بالألمانية: Jens Knippschild) مواليد 15 فبراير 1975 في باد آرولزن، ألمانيا، هو لاعب كرة مضرب ألماني سابق بدأ مسيرته كمحترف سنة 1992 وكان يلعب باليد اليمنى، اعتزل اللعب في 2004. أعلى تصنيف له في الفردي كان المركز الـ 76 في سنة 1999. أعلى تصنيف له في الزوجي كان المركز الـ 53 في سنة 1997.

## النهائيات
| الرقم | التاريخ        | الدورة                | الأرضية | المنافس في النهائي | النتيجة       |
| 1.    | 6 يونيو 1994   | فايدن إن در أوبربفالز | ترابية  | ميكائيل تيلستروم   | 6–2, 6–4      |
| 2.    | 16 سبتمبر 1996 | باد سارو              | ترابية  | ماجنوس نورمان      | 6–2, 6–2      |
| 3.    | 21 سبتمبر 1998 | بيكاو المفتوحة        | سجاد    | يونس العيناوي      | 6–3, 6–4      |
| 4.    | 10 يوليو 2000  | بطولة نيوبورت للتنس   | عشبية   | بيتر فيسيلز        | 7–6, 6–3      |
| 5.    | 20 أغسطس 2001  | مونشنغلادباخ          | ترابية  | يورجن ميلتسر       | 4–6, 6–1, 6–3 |

## روابط خارجية
- ينز كنيبشيلد على موقع رابطة محترفي التنس (الإنجليزية)
- ينز كنيبشيلد على موقع الاتحاد الدولي لكرة المضرب (الإنجليزية)
- ينز كنيبشيلد على موقع كأس ديفيز (الإنجليزية)
- ينز كنيبشيلد على موقع خلاصة التنس.كوم (الإنجليزية)